# Copa Perú 2011
La Copa Perú 2011 fue la edición número 39 de la competición y se disputó desde el mes de febrero, en sus primeras etapas, en cada departamento del Perú. El torneo otorgó al equipo vencedor Real Garcilaso un cupo para la Primera División de la temporada 2012 y al subcampeón Pacífico FC
un cupo para la Segunda División 2012. Posteriormente fueron invitados a Segunda los dos equipos eliminados en semifinales: Alianza Universidad y Los Caimanes.
|  |

## Etapa Regional
Se inició el 18 de septiembre luego de la finalización de la tercera etapa de la Copa Perú, llamada "Etapa Departamental", que clasificó a dos equipos por cada Departamento del Perú. A estos clubes se unió el equipo que ocupó el último lugar en la Segunda División Peruana 2010: Tecnológico Suiza. Además, de acuerdo a la Resolución N.º 002-FPF-2011, los clubes eliminados en la Etapa Nacional de la Copa Perú 2010 también empezaron su participación en esta etapa según la región que le corresponda.

### Región I
| Departamento | Club                       | Ciudad      | Condición                           |
| ------------ | -------------------------- | ----------- | ----------------------------------- |
| Amazonas     | San Antonio de Chontapampa | Huambo      | Campeón Departamental               |
| Amazonas     | Vencedores del Cenepa      | El Milagro  | Subcampeón Departamental            |
| Lambayeque   | Los Caimanes               | Puerto Eten | Campeón Departamental               |
| Lambayeque   | Deportivo Pomalca          | Pomalca     | Subcampeón Departamental            |
| Piura        | José Olaya                 | Sechura     | Campeón Departamental               |
| Piura        | Nueve de Octubre           | Talara      | Subcampeón Departamental            |
| Piura        | Atlético Grau              | Piura       | Eliminado de la Etapa Nacional 2010 |
| Tumbes       | Sport Buenos Aires         | Tumbes      | Campeón Departamental               |
| Tumbes       | José Chiroque Cielo        | Zarumilla   | Subcampeón Departamental            |
| Tumbes       | Defensor San José          | Tumbes      | Eliminado de la Etapa Nacional 2010 |

#### Primera fase
| Equipo local ida  | Equipo local vuelta   | Ida | Vuelta | Desempate   |
| ----------------- | --------------------- | --- | ------ | ----------- |
| Atlético Grau     | José Chiroque Cielo   | 4-0 | 1-3    | 2-0         |
| Defensor San José | Nueve de Octubre      | 3-0 | 2-0    | –           |
| Deportivo Pomalca | Sport Buenos Aires(*) | 1-0 | 0-3    | 2-2 (4-3 p) |
| José Olaya        | Vencedores del Cenepa | 2-0 | 0-2    | 5-1         |
| Los Caimanes      | San Antonio           | 5-0 | 0-1    | 2-2 (5-3 p) |

(*)Clasifica a segunda fase como mejor perdedor.

#### Segunda fase
| Equipo local ida      | Resultado global | Equipo local vuelta | Ida | Vuelta |
| --------------------- | ---------------- | ------------------- | --- | ------ |
| Atlético Grau         | 3-1              | Defensor San José   | 2-0 | 1-1    |
| Deportivo Pomalca     | 1-3              | José Olaya          | 0-0 | 1-3    |
| Sport Buenos Aires(*) | 2-3              | Los Caimanes        | 1-0 | 1-3    |

(*)Clasifica a semifinales como mejor perdedor.

#### Semifinal
| Equipo local ida   | Resultado global | Equipo local vuelta | Ida | Vuelta |
| ------------------ | ---------------- | ------------------- | --- | ------ |
| José Olaya         | 0-1              | Atlético Grau       | 0-0 | 0-1    |
| Sport Buenos Aires | 0-3              | Los Caimanes        | 0-2 | 0-1    |

#### Final regional
|              | Resultado |               |
| ------------ | --------- | ------------- |
| Los Caimanes | 2-0       | Atlético Grau |

### Región II
| Departamento | Club                             | Ciudad     | Condición                           |
| ------------ | -------------------------------- | ---------- | ----------------------------------- |
| Áncash       | Universidad San Pedro            | Chimbote   | Campeón Departamental               |
| Áncash       | UNASAM                           | Huaraz     | Subcampeón Departamental            |
| Cajamarca    | Universidad Técnica de Cajamarca | Cajamarca  | Campeón Departamental               |
| Cajamarca    | Cultural Volante                 | Bambamarca | Subcampeón Departamental            |
| Cajamarca    | Comerciantes Unidos              | Cutervo    | Eliminado de la Etapa Nacional 2010 |
| La Libertad  | Universitario                    | Trujillo   | Campeón Departamental               |
| La Libertad  | Carlos A. Mannucci               | Trujillo   | Subcampeón Departamental            |
| San Martín   | Huallaga FBC                     | Saposoa    | Campeón Departamental               |
| San Martín   | San Juan                         | Moyobamba  | Subcampeón Departamental            |

#### Grupo A
| Equipo                | PJ | PG | PE | PP | GF | GC | DG | Pts |
| --------------------- | -- | -- | -- | -- | -- | -- | -- | --- |
| Universidad San Pedro | 4  | 2  | 1  | 1  | 5  | 7  | -2 | 7   |
| Comerciantes Unidos   | 4  | 2  | 0  | 2  | 7  | 5  | +2 | 6   |
| Carlos A. Mannucci    | 4  | 1  | 1  | 2  | 6  | 6  | 0  | 4   |

| \| Jor. \| Fecha \| Estadio \| Ciudad \| Local \| Score \| Visitante \| \| ---- \| ---------- \| ---------------------- \| -------- \| ------------------- \| ----- \| ------------------- \| \| 1º \| 18-09-2011 \| Juan Maldonado Gamarra \| Cutervo \| Comerciantes Unidos \| 2–0 \| Carlos A. Mannucci \| \| 2º \| 25-09-2011 \| Manuel Rivera Sánchez \| Chimbote \| Univ. San Pedro \| 1–0 \| Comerciantes Unidos \| \| 3º \| 28-09-2011 \| Mansiche \| Trujillo \| Carlos A. Mannucci \| 0–2 \| Univ. San Pedro \| \| 4º \| 1-10-2011 \| Mansiche \| Trujillo \| Carlos A. Mannucci \| 4–0 \| Comerciantes Unidos \| \| 5º \| 9-10-2011 \| Juan Maldonado Gamarra \| Cutervo \| Comerciantes Unidos \| 5-0 \| Univ. San Pedro \| \| 6º \| 15-10-2011 \| Manuel Rivera Sánchez \| Chimbote \| Univ. San Pedro \| 2–2 \| Carlos A. Mannucci \| |            |                        |          |                     |       |                     |
| Jor. | Fecha      | Estadio                | Ciudad   | Local               | Score | Visitante           |
| 1º | 18-09-2011 | Juan Maldonado Gamarra | Cutervo  | Comerciantes Unidos | 2–0   | Carlos A. Mannucci  |
| 2º | 25-09-2011 | Manuel Rivera Sánchez  | Chimbote | Univ. San Pedro     | 1–0   | Comerciantes Unidos |
| 3º | 28-09-2011 | Mansiche               | Trujillo | Carlos A. Mannucci  | 0–2   | Univ. San Pedro     |
| 4º | 1-10-2011  | Mansiche               | Trujillo | Carlos A. Mannucci  | 4–0   | Comerciantes Unidos |
| 5º | 9-10-2011  | Juan Maldonado Gamarra | Cutervo  | Comerciantes Unidos | 5-0   | Univ. San Pedro     |
| 6º | 15-10-2011 | Manuel Rivera Sánchez  | Chimbote | Univ. San Pedro     | 2–2   | Carlos A. Mannucci  |

#### Grupo B
| Equipo              | PJ | PG | PE | PP | GF | GC | DG | Pts |
| ------------------- | -- | -- | -- | -- | -- | -- | -- | --- |
| Universitario       | 4  | 3  | 0  | 1  | 9  | 2  | +7 | 9   |
| Cultural Volante(*) | 4  | 2  | 1  | 1  | 6  | 4  | +2 | 7   |
| San Juan(*)         | 4  | 0  | 1  | 3  | 1  | 10 | -9 | 1   |

(*)En la jornada 5, Volante debía recibir a San Juan, sin embargo, el equipo de Moyobamba se retiró de la Copa Perú por lo que Volante se adjudicará el triunfo por W.O.
| \| Jor. \| Fecha \| Estadio \| Ciudad \| Local \| Score \| Visitante \| \| ---- \| ---------- \| ---------------- \| ---------- \| ------------- \| ----- \| ------------- \| \| 1º \| 18-09-2011 \| Mansiche \| Trujillo \| Universitario \| 2–0 \| San Juan \| \| 2º \| 25-09-2011 \| IPD de Moyobamba \| Moyobamba \| San Juan \| 1–1 \| Volante \| \| 3º \| 28-09-2011 \| El Frutillo \| Bambamarca \| Volante \| 2–1 \| Universitario \| \| 4º \| 2-10-2011 \| IPD de Moyobamba \| Moyobamba \| San Juan \| 0-4 \| Universitario \| \| 5º \| 9-10-2011 \| El Frutillo \| Bambamarca \| Volante(*) \| 3–0 \| San Juan \| \| 2º \| 16-10-2011 \| Mansiche \| Trujillo \| Universitario \| 2–0 \| Volante \| |            |                  |            |               |       |               |
| Jor. | Fecha      | Estadio          | Ciudad     | Local         | Score | Visitante     |
| 1º | 18-09-2011 | Mansiche         | Trujillo   | Universitario | 2–0   | San Juan      |
| 2º | 25-09-2011 | IPD de Moyobamba | Moyobamba  | San Juan      | 1–1   | Volante       |
| 3º | 28-09-2011 | El Frutillo      | Bambamarca | Volante       | 2–1   | Universitario |
| 4º | 2-10-2011  | IPD de Moyobamba | Moyobamba  | San Juan      | 0-4   | Universitario |
| 5º | 9-10-2011  | El Frutillo      | Bambamarca | Volante(*)    | 3–0   | San Juan      |
| 2º | 16-10-2011 | Mansiche         | Trujillo   | Universitario | 2–0   | Volante       |

#### Grupo C
| Equipo                     | PJ | PG | PE | PP | GF | GC | DG  | Pts |
| -------------------------- | -- | -- | -- | -- | -- | -- | --- | --- |
| Huallaga FBC(*)            | 4  | 3  | 0  | 1  | 11 | 1  | +10 | 9   |
| Univ. Técnica de Cajamarca | 4  | 3  | 0  | 1  | 7  | 5  | +2  | 9   |
| UNASAM(*)                  | 4  | 0  | 0  | 4  | 1  | 13 | -12 | 0   |

(*)En la jornada 6, Huallaga FBC debía recibir a UNASAM, sin embargo, el equipo de Huaraz se retiró de la Copa Perú por lo que Huallaga FBC se adjudicará el triunfo por W.O.
| \| Jor. \| Fecha \| Estadio \| Ciudad \| Local \| Score \| Visitante \| \| ---- \| ---------- \| ------------------- \| ----------- \| -------------------------- \| ------- \| -------------------------- \| \| 1º \| 18-09-2011 \| El Gran Saposoa \| Saposoa \| Huallaga FBC \| 4–0 \| Univ. Técnica de Cajamarca \| \| 2º \| 25-09-2011 \| Amauta \| La Encañada \| Univ. Técnica de Cajamarca \| 3–0 \| UNASAM \| \| 3º \| 28-09-2011 \| Rosas Pampa \| Huaraz \| UNASAM \| 0–4 \| Huallaga FBC \| \| 4º \| 2-10-2011 \| Amauta \| La Encañada \| Univ. Técnica de Cajamarca \| 1–0 \| Huallaga FBC \| \| 5º \| 9-10-2011 \| Municipal de Recuay \| Recuay \| UNASAM \| 1–3 \| Univ. Técnica de Cajamarca \| \| 6º \| 16-10-2011 \| El Gran Saposoa \| Saposoa \| Huallaga FBC \| 3–0 (*) \| UNASAM \| |            |                     |             |                            |         |                            |
| Jor. | Fecha      | Estadio             | Ciudad      | Local                      | Score   | Visitante                  |
| 1º | 18-09-2011 | El Gran Saposoa     | Saposoa     | Huallaga FBC               | 4–0     | Univ. Técnica de Cajamarca |
| 2º | 25-09-2011 | Amauta              | La Encañada | Univ. Técnica de Cajamarca | 3–0     | UNASAM                     |
| 3º | 28-09-2011 | Rosas Pampa         | Huaraz      | UNASAM                     | 0–4     | Huallaga FBC               |
| 4º | 2-10-2011  | Amauta              | La Encañada | Univ. Técnica de Cajamarca | 1–0     | Huallaga FBC               |
| 5º | 9-10-2011  | Municipal de Recuay | Recuay      | UNASAM                     | 1–3     | Univ. Técnica de Cajamarca |
| 6º | 16-10-2011 | El Gran Saposoa     | Saposoa     | Huallaga FBC               | 3–0 (*) | UNASAM                     |

#### Semifinal
| Equipo local ida                 | Resultado | Equipo visitante ida  | Ida | Vuelta |
| -------------------------------- | --------- | --------------------- | --- | ------ |
| Universitario                    | 3-2       | Huallaga FBC          | 3-0 | 0-2    |
| Universidad Técnica de Cajamarca | 5-1       | Universidad San Pedro | 4-0 | 1-1    |

- En esta región no se disputó una final. Por lo tanto, las ubicaciones de Universidad Técnica de Cajamarca y Universitario fueron definidas mediante un sorteo, resultando como campeón el primero de ellos.

### Región III
| Departamento | Club                            | Ciudad        | Condición                                      |
| ------------ | ------------------------------- | ------------- | ---------------------------------------------- |
| Loreto       | Los Tigres                      | Iquitos       | Campeón Departamental                          |
| Loreto       | Genaro Herrera                  | Contamana     | Subcampeón Departamental                       |
| Ucayali      | Defensor San Alejandro          | San Alejandro | Campeón Departamental                          |
| Ucayali      | Universidad Nacional de Ucayali | Pucallpa      | Subcampeón Departamental                       |
| Ucayali      | Atlético Pucallpa               | Manantay      | Eliminado de la Etapa Nacional 2010            |
| Ucayali      | Hospital                        | Pucallpa      | Eliminado de la Etapa Nacional 2010            |
| Ucayali      | Tecnológico Suiza               | Campoverde    | Descendido de la Segunda División Peruana 2010 |

#### Grupo A
| Equipo            | PJ | PG | PE | PP | GF | GC | DG | Pts |
| ----------------- | -- | -- | -- | -- | -- | -- | -- | --- |
| Los Tigres        | 2  | 1  | 1  | 0  | 8  | 1  | +7 | 4   |
| Atlético Pucallpa | 2  | 1  | 1  | 0  | 2  | 0  | +2 | 4   |
| Tecnológico Suiza | 2  | 0  | 0  | 2  | 1  | 10 | -9 | 0   |

| \| Jor. \| Fecha \| Estadio \| Ciudad \| Local \| Score \| Visitante \| \| ---- \| ---------- \| ------------ \| ------- \| ----------------- \| ----- \| ----------------- \| \| 1º \| 25-09-2011 \| Max Augustín \| Iquitos \| Los Tigres \| 8–1 \| Tecnológico Suiza \| \| 2º \| 28-09-2011 \| Max Augustín \| Iquitos \| Los Tigres \| 0–0 \| Atlético Pucallpa \| \| 3º \| 2-10-2011 \| Max Augustín \| Iquitos \| Atlético Pucallpa \| 2-0 \| Tecnológico Suiza \| |            |              |         |                   |       |                   |
| Jor. | Fecha      | Estadio      | Ciudad  | Local             | Score | Visitante         |
| 1º | 25-09-2011 | Max Augustín | Iquitos | Los Tigres        | 8–1   | Tecnológico Suiza |
| 2º | 28-09-2011 | Max Augustín | Iquitos | Los Tigres        | 0–0   | Atlético Pucallpa |
| 3º | 2-10-2011  | Max Augustín | Iquitos | Atlético Pucallpa | 2-0   | Tecnológico Suiza |

Partido extra
|            | Resultado |                   |
| ---------- | --------- | ----------------- |
| Los Tigres | 1-0       | Atlético Pucallpa |

#### Grupo B
| Equipo                    | PJ | PG | PE | PP | GF | GC | DG  | Pts |
| ------------------------- | -- | -- | -- | -- | -- | -- | --- | --- |
| Univ. Nacional de Ucayali | 3  | 2  | 1  | 0  | 11 | 4  | +7  | 7   |
| Hospital                  | 3  | 1  | 2  | 0  | 10 | 6  | +4  | 5   |
| Defensor San Alejandro    | 3  | 1  | 1  | 1  | 9  | 8  | +1  | 4   |
| Genaro Herrera            | 3  | 0  | 0  | 3  | 5  | 17 | -12 | 0   |

| \| Jor. \| Fecha \| Estadio \| Ciudad \| Local \| Score \| Visitante \| \| ---- \| ---------- \| ------------------- \| -------- \| ------------------------- \| ----- \| ------------------------- \| \| 1º \| 25-09-2011 \| Aliardo Soria Pérez \| Pucallpa \| Hospital \| 1–1 \| Univ. Nacional de Ucayali \| \| 1º \| 25-09-2011 \| Aliardo Soria Pérez \| Pucallpa \| Genaro Herrera \| 2-4 \| Defensor San Alejandro \| \| 2º \| 2-10-2011 \| Aliardo Soria Pérez \| Pucallpa \| Univ. Nacional de Ucayali \| 2–1 \| Defensor San Alejandro \| \| 2º \| 2-10-2011 \| Aliardo Soria Pérez \| Pucallpa \| Hospital \| 5–1 \| Genaro Herrera \| \| 3º \| 9-10-2011 \| Aliardo Soria Pérez \| Pucallpa \| Univ. Nacional de Ucayali \| 8–2 \| Genaro Herrera \| \| 3º \| 9-10-2011 \| Aliardo Soria Pérez \| Pucallpa \| Hospital \| 4–4 \| Defensor San Alejandro \| |            |                     |          |                           |       |                           |
| Jor. | Fecha      | Estadio             | Ciudad   | Local                     | Score | Visitante                 |
| 1º | 25-09-2011 | Aliardo Soria Pérez | Pucallpa | Hospital                  | 1–1   | Univ. Nacional de Ucayali |
| 1º | 25-09-2011 | Aliardo Soria Pérez | Pucallpa | Genaro Herrera            | 2-4   | Defensor San Alejandro    |
| 2º | 2-10-2011  | Aliardo Soria Pérez | Pucallpa | Univ. Nacional de Ucayali | 2–1   | Defensor San Alejandro    |
| 2º | 2-10-2011  | Aliardo Soria Pérez | Pucallpa | Hospital                  | 5–1   | Genaro Herrera            |
| 3º | 9-10-2011  | Aliardo Soria Pérez | Pucallpa | Univ. Nacional de Ucayali | 8–2   | Genaro Herrera            |
| 3º | 9-10-2011  | Aliardo Soria Pérez | Pucallpa | Hospital                  | 4–4   | Defensor San Alejandro    |

#### Final regional
|                                 | Resultado |            |
| ------------------------------- | --------- | ---------- |
| Universidad Nacional de Ucayali | 1-0       | Los Tigres |

### Región IV
| Departamento | Club                    | Ciudad               | Condición                            |
| ------------ | ----------------------- | -------------------- | ------------------------------------ |
| Callao       | Nuevo Amanecer          | Callao               | Campeón Departamental                |
| Callao       | América Callao          | Callao               | Subcampeón de la Etapa Departamental |
| Lima         | Estudiantes Condestable | Mala                 | Campeón Departamental                |
| Lima         | Pacífico FC             | San Martín de Porres | Subcampeón Departamental             |
| Lima         | Cultural Géminis        | Comas                | Eliminado de la Etapa Nacional 2010  |
| Lima         | Juventud Barranco       | Huacho               | Eliminado de la Etapa Nacional 2010  |

#### Primera fase
| Equipo local ida  | Resultado global | Equipo local vuelta     | Ida | Vuelta      |
| ----------------- | ---------------- | ----------------------- | --- | ----------- |
| Pacífico FC       | 0-0              | Estudiantes Condestable | 0-0 | 0-0 (3-5 p) |
| Juventud Barranco | 5-1              | Nuevo Amanecer          | 2-0 | 3-1         |
| Cultural Géminis  | 3-2              | América Callao          | 1-1 | 2-1         |

#### Semifinal
| Equipo local ida        | Resultado global | Equipo local vuelta | Ida | Vuelta      |
| ----------------------- | ---------------- | ------------------- | --- | ----------- |
| Juventud Barranco       | 2-2              | Cultural Géminis    | 1-1 | 1-1 (1-3 p) |
| Estudiantes Condestable | 1-2              | Pacífico FC         | 1-1 | 0-1         |

#### Final regional
|             | Resultado |                  |
| ----------- | --------- | ---------------- |
| Pacífico FC | 1-0       | Cultural Géminis |

### Región V
| Departamento | Club                | Ciudad      | Condición                           |
| ------------ | ------------------- | ----------- | ----------------------------------- |
| Huánuco      | Alianza Universidad | Huánuco     | Campeón Departamental               |
| Huánuco      | Negocios Unidos     | Tingo María | Subcampeón Departamental            |
| Huánuco      | Bella Durmiente     | Tingo María | Eliminado de la Etapa Nacional 2010 |
| Junín        | Deportivo Municipal | Mazamari    | Campeón Departamental               |
| Junín        | Deportivo Municipal | Morococha   | Subcampeón Departamental            |
| Junín        | ADT                 | Tarma       | Eliminado de la Etapa Nacional 2010 |
| Pasco        | Juventud Ticlacayán | Ticlacayán  | Campeón Departamental               |
| Pasco        | Sport Ticlacayán    | Ticlacayán  | Subcampeón Departamental            |

#### Grupo A
| Equipo                 | PJ | PG | PE | PP | GF | GC | DG | Pts |
| ---------------------- | -- | -- | -- | -- | -- | -- | -- | --- |
| ADT                    | 6  | 4  | 1  | 1  | 10 | 2  | +8 | 13  |
| Municipal de Morococha | 6  | 3  | 1  | 2  | 9  | 10 | -1 | 10  |
| Negocios Unidos        | 6  | 2  | 1  | 3  | 4  | 6  | -2 | 7   |
| Juventud Ticlacayán    | 6  | 1  | 1  | 4  | 4  | 9  | -5 | 5   |

| \| Jor. \| Fecha \| Estadio \| Ciudad \| Local \| Score \| Visitante \| \| ---- \| ---------- \| ------------------- \| ----------- \| ------------------- \| ----- \| ------------------- \| \| 1º \| 18-09-2011 \| Unión Tarma \| Tarma \| ADT \| 2–0 \| Muni. de Morococha \| \| 1º \| 18-09-2011 \| Heraclio Tapia \| Huánuco \| Negocios Unidos \| 1-0 \| Juventud Ticlacayán \| \| 2º \| 25-09-2011 \| Municipal de Vicco \| Vicco \| Juventud Ticlacayán \| 0–0 \| ADT \| \| 2º \| 25-09-2011 \| Sincamachay \| La Oroya \| Muni. de Morococha \| 2–1 \| Negocios Unidos \| \| 3º \| 2-10-2011 \| IPD de Tingo María \| Tingo María \| Negocios Unidos \| 1-0 \| ADT \| \| 3º \| 2-10-2011 \| Sincamachay \| La Oroya \| Muni. de Morococha \| 2-1 \| Juventud Ticlacayán \| \| 4º \| 9-10-2011 \| Municipal de Vicco \| Vicco \| Juventud Ticlacayán \| 2-0 \| Negocios Unidos \| \| 4º \| 9-10-2011 \| Gigante de Ocopilla \| Ocopilla \| Muni. de Morococha \| 1-4 \| ADT \| \| 5º \| 16-10-2011 \| IPD de Tingo María \| Tingo María \| Negocios Unidos \| 1-1 \| Muni. de Morococha \| \| 5º \| 16-10-2011 \| Unión Tarma \| Tarma \| ADT \| 3-0 \| Juventud Ticlacayán \| \| 6º \| 24-10-2011 \| Municipal Coloso \| Yanacancha \| Juventud Ticlacayán \| 1-3 \| Muni. de Morococha \| \| 6º \| 24-10-2011 \| Unión Tarma \| Tarma \| ADT \| 1-0 \| Negocios Unidos \| |            |                     |             |                     |       |                     |
| Jor. | Fecha      | Estadio             | Ciudad      | Local               | Score | Visitante           |
| 1º | 18-09-2011 | Unión Tarma         | Tarma       | ADT                 | 2–0   | Muni. de Morococha  |
| 1º | 18-09-2011 | Heraclio Tapia      | Huánuco     | Negocios Unidos     | 1-0   | Juventud Ticlacayán |
| 2º | 25-09-2011 | Municipal de Vicco  | Vicco       | Juventud Ticlacayán | 0–0   | ADT                 |
| 2º | 25-09-2011 | Sincamachay         | La Oroya    | Muni. de Morococha  | 2–1   | Negocios Unidos     |
| 3º | 2-10-2011  | IPD de Tingo María  | Tingo María | Negocios Unidos     | 1-0   | ADT                 |
| 3º | 2-10-2011  | Sincamachay         | La Oroya    | Muni. de Morococha  | 2-1   | Juventud Ticlacayán |
| 4º | 9-10-2011  | Municipal de Vicco  | Vicco       | Juventud Ticlacayán | 2-0   | Negocios Unidos     |
| 4º | 9-10-2011  | Gigante de Ocopilla | Ocopilla    | Muni. de Morococha  | 1-4   | ADT                 |
| 5º | 16-10-2011 | IPD de Tingo María  | Tingo María | Negocios Unidos     | 1-1   | Muni. de Morococha  |
| 5º | 16-10-2011 | Unión Tarma         | Tarma       | ADT                 | 3-0   | Juventud Ticlacayán |
| 6º | 24-10-2011 | Municipal Coloso    | Yanacancha  | Juventud Ticlacayán | 1-3   | Muni. de Morococha  |
| 6º | 24-10-2011 | Unión Tarma         | Tarma       | ADT                 | 1-0   | Negocios Unidos     |

#### Grupo B
| Equipo              | PJ | PG | PE | PP | GF | GC | DG | Pts |
| ------------------- | -- | -- | -- | -- | -- | -- | -- | --- |
| Alianza Universidad | 6  | 4  | 2  | 0  | 13 | 4  | +9 | 14  |
| Municipal Mazamari  | 6  | 2  | 4  | 0  | 15 | 12 | +3 | 10  |
| Sport Ticlacayán    | 6  | 1  | 2  | 3  | 10 | 15 | -5 | 5   |
| Bella Durmiente     | 6  | 0  | 2  | 4  | 2  | 9  | -7 | 2   |

| \| Jor. \| Fecha \| Estadio \| Ciudad \| Local \| Score \| Visitante \| \| ---- \| ---------- \| ---------------------- \| --------- \| ------------------- \| ----- \| ------------------- \| \| 1º \| 18-09-2011 \| Municipal de Vicco \| Vicco \| Sport Ticlacayán \| 0-1 \| Alianza Universidad \| \| 1º \| 18-09-2011 \| Municipal de San Ramón \| San Ramón \| Muni. de Mazamari \| 1-1 \| Bella Durmiente \| \| 2º \| 25-09-2011 \| Heraclio Tapia \| Huánuco \| Bella Durmiente \| 1–2 \| Sport Ticlacayán \| \| 2º \| 25-09-2011 \| Municipal de San Ramón \| San Ramón \| Muni. de Mazamari \| 2–2 \| Alianza Universidad \| \| 3º \| 2-10-2011 \| Heraclio Tapia \| Huánuco \| Bella Durmiente \| 0-1 \| Alianza Universidad \| \| 3º \| 2-10-2011 \| Municipal de Vicco \| Vicco \| Sport Ticlacayán \| 1-1 \| Muni. de Mazamari \| \| 4º \| 8-10-2011 \| Heraclio Tapia \| Huánuco \| Bella Durmiente \| 2-3 \| Muni. de Mazamari \| \| 4º \| 9-10-2011 \| Heraclio Tapia \| Huánuco \| Alianza Universidad \| 4-1 \| Sport Ticlacayán \| \| 5º \| 16-10-2011 \| Municipal de Vicco \| Vicco \| Sport Ticlacayán \| 5-5 \| Bella Durmiente \| \| 5º \| 16-10-2011 \| Heraclio Tapia \| Huánuco \| Alianza Universidad \| 1-1 \| Muni. de Mazamari \| \| 6º \| 24-10-2011 \| Los Sinchis \| Mazamari \| Muni. de Mazamari \| 3-1 \| Sport Ticlacayán \| \| 6º \| 24-10-2011 \| Heraclio Tapia \| Huánuco \| Alianza Universidad \| 4-0 \| Bella Durmiente \| |            |                        |           |                     |       |                     |
| Jor. | Fecha      | Estadio                | Ciudad    | Local               | Score | Visitante           |
| 1º | 18-09-2011 | Municipal de Vicco     | Vicco     | Sport Ticlacayán    | 0-1   | Alianza Universidad |
| 1º | 18-09-2011 | Municipal de San Ramón | San Ramón | Muni. de Mazamari   | 1-1   | Bella Durmiente     |
| 2º | 25-09-2011 | Heraclio Tapia         | Huánuco   | Bella Durmiente     | 1–2   | Sport Ticlacayán    |
| 2º | 25-09-2011 | Municipal de San Ramón | San Ramón | Muni. de Mazamari   | 2–2   | Alianza Universidad |
| 3º | 2-10-2011  | Heraclio Tapia         | Huánuco   | Bella Durmiente     | 0-1   | Alianza Universidad |
| 3º | 2-10-2011  | Municipal de Vicco     | Vicco     | Sport Ticlacayán    | 1-1   | Muni. de Mazamari   |
| 4º | 8-10-2011  | Heraclio Tapia         | Huánuco   | Bella Durmiente     | 2-3   | Muni. de Mazamari   |
| 4º | 9-10-2011  | Heraclio Tapia         | Huánuco   | Alianza Universidad | 4-1   | Sport Ticlacayán    |
| 5º | 16-10-2011 | Municipal de Vicco     | Vicco     | Sport Ticlacayán    | 5-5   | Bella Durmiente     |
| 5º | 16-10-2011 | Heraclio Tapia         | Huánuco   | Alianza Universidad | 1-1   | Muni. de Mazamari   |
| 6º | 24-10-2011 | Los Sinchis            | Mazamari  | Muni. de Mazamari   | 3-1   | Sport Ticlacayán    |
| 6º | 24-10-2011 | Heraclio Tapia         | Huánuco   | Alianza Universidad | 4-0   | Bella Durmiente     |

#### Final regional
|     | Resultado |                     |  |
| --- | --------- | ------------------- |  |
| ADT | 0-2       | Alianza Universidad |  |

### Región VI
| Departamento | Club                | Ciudad      | Condición                           |
| ------------ | ------------------- | ----------- | ----------------------------------- |
| Ayacucho     | Sport Huracán       | Huamanga    | Campeón Departamental               |
| Ayacucho     | Deportivo Municipal | San Miguel  | Subcampeón Departamental            |
| Huancavelica | Deportivo Municipal | Paucará     | Campeón Departamental               |
| Huancavelica | Unión Minas         | Ccochaccasa | Subcampeón Departamental            |
| Ica          | Defensor Zarumilla  | Nasca       | Campeón departamental               |
| Ica          | Alianza Pisco       | Pisco       | Subcampeón departamental            |
| Ica          | Joe Gutiérrez       | Pisco       | Eliminado de la Etapa Nacional 2010 |
| Ica          | Sport Victoria      | Ica         | Eliminado de la Etapa Nacional 2010 |

#### Grupo A
| Equipo               | PJ | PG | PE | PP | GF | GC | DG  | Pts |
| -------------------- | -- | -- | -- | -- | -- | -- | --- | --- |
| Sport Victoria       | 6  | 5  | 0  | 1  | 17 | 6  | +11 | 15  |
| Alianza Pisco        | 6  | 4  | 0  | 2  | 12 | 8  | +4  | 12  |
| Municipal de Paucará | 6  | 3  | 0  | 3  | 12 | 6  | +6  | 9   |
| Sport Huracán        | 6  | 0  | 0  | 6  | 5  | 26 | -21 | 0   |

| \| Jor. \| Fecha \| Estadio \| Ciudad \| Local \| Score \| Visitante \| \| ---- \| ---------- \| ------------------- \| ------------ \| ---------------- \| ----- \| ---------------- \| \| 1º \| 18-09-2011 \| Picasso Peratta \| Ica \| Sport Victoria \| 2–1 \| Muni. de Paucará \| \| 1º \| 18-09-2011 \| Bernales de Huamay \| Pisco \| Alianza Pisco \| 4–2 \| Sport Huracán \| \| 2º \| 25-09-2011 \| IPD de Huancavelica \| Huancavelica \| Muni. de Paucará \| 1–0 \| Alianza Pisco \| \| 2º \| 25-09-2011 \| Ciudad de Cumana \| Ayacucho \| Sport Huracán \| 0–2 \| Sport Victoria \| \| 3º \| 2-10-2011 \| IPD de Huancavelica \| Huancavelica \| Muni. de Paucará \| 4–1 \| Sport Huracán \| \| 3º \| 5-10-2011 \| Picasso Peratta \| Ica \| Sport Victoria \| 3–1 \| Alianza Pisco \| \| 4º \| 9-10-2011 \| Bernales de Huamay \| Pisco \| Alianza Pisco \| 1–0 \| Muni. de Paucará \| \| 4º \| 9-10-2011 \| Picasso Peratta \| Ica \| Sport Victoria \| 7–1 \| Sport Huracán \| \| 5º \| 16-10-2011 \| Bernales de Huamay \| Pisco \| Alianza Pisco \| 2–1 \| Sport Victoria \| \| 5º \| 16-10-2011 \| Ciudad de Cumana \| Ayacucho \| Sport Huracán \| 0–5 \| Muni. de Paucará \| \| 6º \| 23-10-2011 \| IPD de Huancavelica \| Huancavelica \| Muni. de Paucará \| 1–2 \| Sport Victoria \| \| 6º \| 23-10-2011 \| Ciudad de Cumana \| Ayacucho \| Sport Huracán \| 1–4 \| Alianza Pisco \| |            |                     |              |                  |       |                  |
| Jor. | Fecha      | Estadio             | Ciudad       | Local            | Score | Visitante        |
| 1º | 18-09-2011 | Picasso Peratta     | Ica          | Sport Victoria   | 2–1   | Muni. de Paucará |
| 1º | 18-09-2011 | Bernales de Huamay  | Pisco        | Alianza Pisco    | 4–2   | Sport Huracán    |
| 2º | 25-09-2011 | IPD de Huancavelica | Huancavelica | Muni. de Paucará | 1–0   | Alianza Pisco    |
| 2º | 25-09-2011 | Ciudad de Cumana    | Ayacucho     | Sport Huracán    | 0–2   | Sport Victoria   |
| 3º | 2-10-2011  | IPD de Huancavelica | Huancavelica | Muni. de Paucará | 4–1   | Sport Huracán    |
| 3º | 5-10-2011  | Picasso Peratta     | Ica          | Sport Victoria   | 3–1   | Alianza Pisco    |
| 4º | 9-10-2011  | Bernales de Huamay  | Pisco        | Alianza Pisco    | 1–0   | Muni. de Paucará |
| 4º | 9-10-2011  | Picasso Peratta     | Ica          | Sport Victoria   | 7–1   | Sport Huracán    |
| 5º | 16-10-2011 | Bernales de Huamay  | Pisco        | Alianza Pisco    | 2–1   | Sport Victoria   |
| 5º | 16-10-2011 | Ciudad de Cumana    | Ayacucho     | Sport Huracán    | 0–5   | Muni. de Paucará |
| 6º | 23-10-2011 | IPD de Huancavelica | Huancavelica | Muni. de Paucará | 1–2   | Sport Victoria   |
| 6º | 23-10-2011 | Ciudad de Cumana    | Ayacucho     | Sport Huracán    | 1–4   | Alianza Pisco    |

#### Grupo B
| Equipo                | PJ | PG | PE | PP | GF | GC | DG  | Pts |
| --------------------- | -- | -- | -- | -- | -- | -- | --- | --- |
| Defensor Zarumilla(*) | 6  | 4  | 1  | 1  | 12 | 4  | +8  | 13  |
| Joe Gutiérrez         | 6  | 4  | 0  | 2  | 12 | 7  | +5  | 12  |
| Municipal San Miguel  | 6  | 2  | 1  | 3  | 9  | 10 | -1  | 7   |
| Unión Minas(*)        | 6  | 1  | 0  | 5  | 5  | 17 | -12 | 0   |

(*)En la jornada 4, Unión Minas debía recibir al Defensor Zarumilla, sin embargo, el equipo de Huancavelica no se presentó por lo que al Zarumilla se le adjudicó el triunfo por W.O mientras que al unión minas se le restó 3 puntos.
| \| Jor. \| Fecha \| Estadio \| Ciudad \| Local \| Score \| Visitante \| \| ---- \| ---------- \| ------------------- \| ------------ \| ------------------- \| ------ \| ------------------ \| \| 1º \| 18-09-2011 \| Ciudad de Cumaná \| Ayacucho \| Mun. San Miguel \| 1–1 \| Defensor Zarumilla \| \| 1º \| 18-09-2011 \| IPD de Huancavelica \| Huancavelica \| Unión Minas \| 1–2 \| Joe Gutierrez \| \| 2º \| 25-09-2011 \| 12 de noviembre \| Nasca \| Defensor Zarumilla \| 3–0 \| Unión Minas \| \| 2º \| 25-09-2011 \| Grocio Prado \| Chincha \| Joe Gutierrez \| 2–1 \| Mun. de San Miguel \| \| 3º \| 2-10-2011 \| Ciudad de Cumaná \| Ayacucho \| Muni. de San Miguel \| 4–1 \| Unión Minas \| \| 3º \| 2-10-2011 \| 12 de noviembre \| Nasca \| Defensor Zarumilla \| 3–1 \| Joe Gutiérrez \| \| 4º \| 9-10-2011 \| IPD de Huancavelica \| Huancavelica \| Unión Minas \| 0–3(*) \| Defensor Zarumilla \| \| 4º \| 9-10-2011 \| Ciudad de Cumana \| Ayacucho \| Mun. de San Miguel \| 2–1 \| Joe Gutierrez \| \| 5º \| 16-10-2011 \| Grocio Prado \| Chincha \| Joe Gutierrez \| 2–0 \| Defensor Zarumilla \| \| 5º \| 16-10-2011 \| IPD de Huancavelica \| Huancavelica \| Unión Minas \| 3–1 \| Mun. de San Miguel \| \| 6º \| 23-10-2011 \| Bernales de Huamay \| Pisco \| Joe Gutierrez \| 4–0 \| Unión Minas \| \| 6º \| 23-10-2011 \| 12 de noviembre \| Nasca \| Defensor Zarumilla \| 2–0 \| Mun. de San Miguel \| |            |                     |              |                     |        |                    |
| Jor. | Fecha      | Estadio             | Ciudad       | Local               | Score  | Visitante          |
| 1º | 18-09-2011 | Ciudad de Cumaná    | Ayacucho     | Mun. San Miguel     | 1–1    | Defensor Zarumilla |
| 1º | 18-09-2011 | IPD de Huancavelica | Huancavelica | Unión Minas         | 1–2    | Joe Gutierrez      |
| 2º | 25-09-2011 | 12 de noviembre     | Nasca        | Defensor Zarumilla  | 3–0    | Unión Minas        |
| 2º | 25-09-2011 | Grocio Prado        | Chincha      | Joe Gutierrez       | 2–1    | Mun. de San Miguel |
| 3º | 2-10-2011  | Ciudad de Cumaná    | Ayacucho     | Muni. de San Miguel | 4–1    | Unión Minas        |
| 3º | 2-10-2011  | 12 de noviembre     | Nasca        | Defensor Zarumilla  | 3–1    | Joe Gutiérrez      |
| 4º | 9-10-2011  | IPD de Huancavelica | Huancavelica | Unión Minas         | 0–3(*) | Defensor Zarumilla |
| 4º | 9-10-2011  | Ciudad de Cumana    | Ayacucho     | Mun. de San Miguel  | 2–1    | Joe Gutierrez      |
| 5º | 16-10-2011 | Grocio Prado        | Chincha      | Joe Gutierrez       | 2–0    | Defensor Zarumilla |
| 5º | 16-10-2011 | IPD de Huancavelica | Huancavelica | Unión Minas         | 3–1    | Mun. de San Miguel |
| 6º | 23-10-2011 | Bernales de Huamay  | Pisco        | Joe Gutierrez       | 4–0    | Unión Minas        |
| 6º | 23-10-2011 | 12 de noviembre     | Nasca        | Defensor Zarumilla  | 2–0    | Mun. de San Miguel |

#### Final regional
|                | Resultado |                    |  |
| -------------- | --------- | ------------------ |  |
| Sport Victoria | 1-2       | Defensor Zarumilla |  |

### Región VII
| Departamento | Club             | Ciudad    | Condición                           |
| ------------ | ---------------- | --------- | ----------------------------------- |
| Arequipa     | Saetas de Oro    | La Joya   | Campeón Departamental               |
| Arequipa     | Unión Minas      | Orcopampa | Subcampeón Departamental            |
| Arequipa     | Aurora           | Arequipa  | Eliminado de la Etapa Nacional 2010 |
| Arequipa     | Sportivo Huracán | Arequipa  | Eliminado de la Etapa Nacional 2010 |
| Moquegua     | Atlético Huracán | Moquegua  | Campeón Departamental               |
| Moquegua     | Social Episa     | Ilo       | Subcampeón Departamental            |
| Tacna        | Mariscal Miller  | Tacna     | Campeón Departamental               |
| Tacna        | Sport Nevados    | Cairani   | Subcampeón Departamental            |

#### Grupo A
| Equipo                  | PJ | PG | PE | PP | GF | GC | DG  | Pts |
| ----------------------- | -- | -- | -- | -- | -- | -- | --- | --- |
| Sportivo Huracán        | 6  | 5  | 0  | 1  | 23 | 4  | +19 | 15  |
| Unión Minas (Orcopampa) | 6  | 4  | 0  | 2  | 8  | 6  | +2  | 12  |
| Social Episa            | 6  | 2  | 0  | 4  | 9  | 14 | -5  | 6   |
| Sport Nevados           | 6  | 1  | 0  | 4  | 5  | 20 | -16 | 3   |

| \| Jor. \| Fecha \| Estadio \| Ciudad \| Local \| Score \| Visitante \| \| ---- \| ---------- \| ---------------------- \| --------- \| ---------------- \| ----- \| ---------------- \| \| 1º \| 24-09-2011 \| Mariano Melgar \| Arequipa \| Sportivo Huracán \| 5–0 \| Social EPISA \| \| 1º \| 25-09-2011 \| Municipal de Orcopampa \| Orcopampa \| Unión Minas \| 2-0 \| Sport Nevados \| \| 2º \| 28-09-2011 \| Mariscal Nieto \| Ilo \| Social EPISA \| 2-0 \| Unión Minas \| \| 2º \| 12-10-2011 \| Municipal de Cairani \| Cairani \| Sport Nevados \| 1-2 \| Sportivo Huracán \| \| 3º \| 2-10-2011 \| Municipal de Orcopampa \| Orcopampa \| Unión Minas \| 2-1 \| Sportivo Huracán \| \| 3º \| 2-10-2011 \| Mariscal Nieto \| Ilo \| Social EPISA \| 4-0 \| Sport Nevados \| \| 4º \| 5-10-2011 \| Mariano Melgar \| Arequipa \| Sportivo Huracán \| 3-0 \| Unión Minas \| \| 4º \| 5-10-2011 \| Mariscal Nieto \| Cairani \| Sport Nevados \| 3-2 \| Social EPISA \| \| 5º \| 8-10-2011 \| Mariano Melgar \| Arequipa \| Sportivo Huracán \| 9-0 \| Sport Nevados \| \| 5º \| 9-10-2011 \| Municipal de Orcopampa \| Orcopampa \| Unión Minas \| 3-0 \| Social EPISA \| \| 6º \| 16-10-2011 \| Mariscal Nieto \| Ilo \| Social EPISA \| 1-3 \| Sportivo Huracán \| \| 6º \| 16-10-2011 \| Jorge Basadre \| Tacna \| Sport Nevados \| 0-1 \| Unión Minas \| |            |                        |           |                  |       |                  |
| Jor. | Fecha      | Estadio                | Ciudad    | Local            | Score | Visitante        |
| 1º | 24-09-2011 | Mariano Melgar         | Arequipa  | Sportivo Huracán | 5–0   | Social EPISA     |
| 1º | 25-09-2011 | Municipal de Orcopampa | Orcopampa | Unión Minas      | 2-0   | Sport Nevados    |
| 2º | 28-09-2011 | Mariscal Nieto         | Ilo       | Social EPISA     | 2-0   | Unión Minas      |
| 2º | 12-10-2011 | Municipal de Cairani   | Cairani   | Sport Nevados    | 1-2   | Sportivo Huracán |
| 3º | 2-10-2011  | Municipal de Orcopampa | Orcopampa | Unión Minas      | 2-1   | Sportivo Huracán |
| 3º | 2-10-2011  | Mariscal Nieto         | Ilo       | Social EPISA     | 4-0   | Sport Nevados    |
| 4º | 5-10-2011  | Mariano Melgar         | Arequipa  | Sportivo Huracán | 3-0   | Unión Minas      |
| 4º | 5-10-2011  | Mariscal Nieto         | Cairani   | Sport Nevados    | 3-2   | Social EPISA     |
| 5º | 8-10-2011  | Mariano Melgar         | Arequipa  | Sportivo Huracán | 9-0   | Sport Nevados    |
| 5º | 9-10-2011  | Municipal de Orcopampa | Orcopampa | Unión Minas      | 3-0   | Social EPISA     |
| 6º | 16-10-2011 | Mariscal Nieto         | Ilo       | Social EPISA     | 1-3   | Sportivo Huracán |
| 6º | 16-10-2011 | Jorge Basadre          | Tacna     | Sport Nevados    | 0-1   | Unión Minas      |

#### Grupo B
| Equipo              | PJ | PG | PE | PP | GF | GC | DG  | Pts |
| ------------------- | -- | -- | -- | -- | -- | -- | --- | --- |
| Saetas de Oro       | 6  | 3  | 3  | 0  | 10 | 4  | +6  | 12  |
| Aurora(*)           | 6  | 3  | 2  | 1  | 6  | 2  | +4  | 11  |
| Atlético Huracán(*) | 6  | 3  | 1  | 2  | 9  | 8  | +1  | 10  |
| Mariscal Miller     | 6  | 0  | 0  | 6  | 1  | 10 | -11 | 0   |

(*)Por la fecha 1, el partido entre FBC Aurora y Atlético Huracán terminó empatado 2-2. Sin embargo, la Comisión de Justicia de la FPF le dio los tres puntos a FBC Aurora con un marcador de 3-0, debido a que Huracán no presentó los carné de cancha correspondiente.
| \| Jor. \| Fecha \| Estadio \| Ciudad \| Local \| Score \| Visitante \| \| ---- \| ---------- \| ----------------------------- \| -------- \| ---------------- \| ------ \| ---------------- \| \| 1º \| 24-09-2011 \| Mariano Melgar \| Arequipa \| Aurora \| 3-0(*) \| Atlético Huracán \| \| 1º \| 25-09-2011 \| Municipal de La Joya \| La Joya \| Saetas de Oro \| 3-0 \| Mariscal Miller \| \| 2º \| 28-09-2011 \| 25 de Noviembre \| Moquegua \| Atlético Huracán \| 2-2 \| Saetas de Oro \| \| 2º \| 12-10-2011 \| Héroes del Alto de la Alianza \| Tacna \| Mariscal Miller \| 0-1 \| Aurora \| \| 3º \| 2-10-2011 \| 25 de Noviembre \| Moquegua \| Atlético Huracán \| 2-0 \| Mariscal Miller \| \| 3º \| 2-10-2011 \| Municipal de La Joya \| La Joya \| Saetas de Oro \| 0-0 \| Aurora \| \| 4º \| 5-10-2011 \| Mariano Melgar \| Arequipa \| Aurora \| 0-0 \| Saetas de Oro \| \| 4º \| 5-10-2011 \| Jorge Basadre \| Tacna \| Mariscal Miller \| 0-2 \| Atlético Huracán \| \| 5º \| 8-10-2011 \| Mariano Melgar \| Arequipa \| Aurora \| 2-1 \| Mariscal Miller \| \| 5º \| 9-10-2011 \| Municipal de La Joya \| La Joya \| Saetas de Oro \| 3-2 \| Atlético Huracán \| \| 6º \| 8-10-2011 \| Héroes del Alto de la Alianza \| Tacna \| Mariscal Miller \| 0-2 \| Saetas de Oro \| \| 6º \| 15-10-2011 \| 25 de Noviembre \| Moquegua \| Atlético Huracán \| 1-0 \| Aurora \| |            |                               |          |                  |        |                  |
| Jor. | Fecha      | Estadio                       | Ciudad   | Local            | Score  | Visitante        |
| 1º | 24-09-2011 | Mariano Melgar                | Arequipa | Aurora           | 3-0(*) | Atlético Huracán |
| 1º | 25-09-2011 | Municipal de La Joya          | La Joya  | Saetas de Oro    | 3-0    | Mariscal Miller  |
| 2º | 28-09-2011 | 25 de Noviembre               | Moquegua | Atlético Huracán | 2-2    | Saetas de Oro    |
| 2º | 12-10-2011 | Héroes del Alto de la Alianza | Tacna    | Mariscal Miller  | 0-1    | Aurora           |
| 3º | 2-10-2011  | 25 de Noviembre               | Moquegua | Atlético Huracán | 2-0    | Mariscal Miller  |
| 3º | 2-10-2011  | Municipal de La Joya          | La Joya  | Saetas de Oro    | 0-0    | Aurora           |
| 4º | 5-10-2011  | Mariano Melgar                | Arequipa | Aurora           | 0-0    | Saetas de Oro    |
| 4º | 5-10-2011  | Jorge Basadre                 | Tacna    | Mariscal Miller  | 0-2    | Atlético Huracán |
| 5º | 8-10-2011  | Mariano Melgar                | Arequipa | Aurora           | 2-1    | Mariscal Miller  |
| 5º | 9-10-2011  | Municipal de La Joya          | La Joya  | Saetas de Oro    | 3-2    | Atlético Huracán |
| 6º | 8-10-2011  | Héroes del Alto de la Alianza | Tacna    | Mariscal Miller  | 0-2    | Saetas de Oro    |
| 6º | 15-10-2011 | 25 de Noviembre               | Moquegua | Atlético Huracán | 1-0    | Aurora           |

#### Semifinal
| Equipo local ida | Resultado global | Equipo local vuelta     | Ida | Vuelta      |
| ---------------- | ---------------- | ----------------------- | --- | ----------- |
| Aurora           | 2-2              | Sportivo Huracán        | 1-0 | 1-2 2-4 (p) |
| Saetas de Oro    | 1-3              | Unión Minas (Orcopampa) | 0-1 | 1-2         |

| \| Jor. \| Fecha \| Estadio \| Ciudad \| Local \| Score \| Visitante \| \| ---- \| ---------- \| -------------- \| -------- \| ---------------- \| --------- \| ---------------- \| \| A-1 \| 22-10-2011 \| Mariano Melgar \| Arequipa \| FBC Aurora \| 1-0 \| Sportivo Huracán \| \| A-1 \| 29-10-2011 \| Mariano Melgar \| Arequipa \| Sportivo Huracán \| 2(4)-1(2) \| FBC Aurora \| |            |                |          |                  |           |                  |
| Jor. | Fecha      | Estadio        | Ciudad   | Local            | Score     | Visitante        |
| A-1 | 22-10-2011 | Mariano Melgar | Arequipa | FBC Aurora       | 1-0       | Sportivo Huracán |
| A-1 | 29-10-2011 | Mariano Melgar | Arequipa | Sportivo Huracán | 2(4)-1(2) | FBC Aurora       |

| \| Jor. \| Fecha \| Estadio \| Ciudad \| Local \| Score \| Visitante \| \| ---- \| ---------- \| ------------------- \| --------- \| ------------- \| ----- \| ------------- \| \| A-2 \| 23-10-2011 \| Municipal La Joya \| La Joya \| Saetas de Oro \| 0-1 \| Unión Minas \| \| A-2 \| 30-10-2011 \| Municipal Orcopampa \| Orcopampa \| Unión Minas \| 2-1 \| Saetas de Oro \| |            |                     |           |               |       |               |
| Jor. | Fecha      | Estadio             | Ciudad    | Local         | Score | Visitante     |
| A-2 | 23-10-2011 | Municipal La Joya   | La Joya   | Saetas de Oro | 0-1   | Unión Minas   |
| A-2 | 30-10-2011 | Municipal Orcopampa | Orcopampa | Unión Minas   | 2-1   | Saetas de Oro |

#### Final regional
|                  | Resultado  |                         |
| ---------------- | ---------- | ----------------------- |
| Sportivo Huracán | 0-0 4-2(p) | Unión Minas (Orcopampa) |

### Región VIII
| Departamento  | Club                  | Ciudad           | Condición                           |
| ------------- | --------------------- | ---------------- | ----------------------------------- |
| Apurímac      | Cultural Santa Rosa   | Andahuaylas      | Campeón Departamental               |
| Apurímac      | José María Arguedas   | Andahuaylas      | Subcampeón Departamental            |
| Cusco         | Virgen del Carmen     | Anta             | Campeón Departamental               |
| Cusco         | Humberto Luna         | Calca            | Subcampeón Departamental            |
| Cusco         | Real Garcilaso        | Cusco            | Eliminado de la Etapa Nacional 2010 |
| Madre de Dios | Minsa FBC             | Puerto Maldonado | Campeón Departamental               |
| Madre de Dios | Deportivo Maldonado   | Puerto Maldonado | Subcampeón Departamental            |
| Puno          | Franciscano San Román | Juliaca          | Campeón Departamental               |
| Puno          | Estudiantes Puno      | Puno             | Subcampeón Departamental            |

#### Grupo A
| Equipo              | PJ | PG | PE | PP | GF | GC | DG  | Pts |
| ------------------- | -- | -- | -- | -- | -- | -- | --- | --- |
| Real Garcilaso      | 8  | 6  | 0  | 2  | 30 | 5  | +25 | 18  |
| Minsa FBC           | 8  | 5  | 1  | 2  | 14 | 12 | +2  | 16  |
| Virgen del Carmen   | 8  | 4  | 1  | 3  | 14 | 9  | +5  | 13  |
| Deportivo Maldonado | 8  | 2  | 1  | 5  | 7  | 29 | -22 | 7   |
| Humberto Luna       | 8  | 1  | 1  | 6  | 8  | 18 | -10 | 4   |

| \| Jor. \| Fecha \| Estadio \| Ciudad \| Local \| Score \| Visitante \| \| ---- \| ---------- \| ------------------------- \| ---------------- \| ----------------- \| ------ \| ----------------- \| \| 1º \| 18-09-2011 \| IPD de Puerto Maldonado \| Puerto Maldonado \| Minsa FBC \| 2–0 \| Real Garcilaso \| \| 1º \| 18-09-2011 \| Alberto Díaz \| Izcuchaca \| Virgen del Carmen \| 5-0 \| Maldonado \| \| 2º \| 21-09-2011 \| Alberto Díaz \| Izcuchaca \| Virgen del Carmen \| 0–1 \| Real Garcilaso \| \| 2º \| 21-09-2011 \| IPD de Puerto Maldonado \| Puerto Maldonado \| Maldonado \| 0-0 \| Humberto Luna \| \| 3º \| 25-09-2011 \| IPD de Puerto Maldonado \| Puerto Maldonado \| Minsa FBC \| 1-0 \| Virgen del Carmen \| \| 3º \| 25-09-2011 \| Inca Garcilaso de la Vega \| Cusco \| Real Garcilaso \| 2-0 \| Humberto Luna \| \| 4º \| 28-09-2011 \| IPD de Puerto Maldonado \| Puerto Maldonado \| Maldonado \| 1-2 \| Minsa FBC \| \| 4º \| 28-09-2011 \| Tomás Ernesto Payne \| Calca \| Humberto Luna \| 0-2 \| Virgen del Carmen \| \| 5º \| 02-10-2011 \| IPD de Puerto Maldonado \| Puerto Maldonado \| Maldonado \| 2-1 \| Real Garcilaso \| \| 5º \| 2-10-2011 \| Tomás Ernesto Payne \| Calca \| Humberto Luna \| 2-3 \| Minsa FBC \| \| 6º \| 5-10-2011 \| IPD de Puerto Maldonado \| Puerto Maldonado \| Maldonado \| 0-1 \| Virgen del Carmen \| \| 6º \| 5-10-2011 \| Inca Garcilaso de la Vega \| Cusco \| Real Garcilaso \| 4-0 \| Minsa FBC \| \| 7º \| 9-10-2011 \| Tomás Ernesto Payne \| Calca \| Humberto Luna \| 6-1 \| Maldonado \| \| 7º \| 9-10-2011 \| Inca Garcilaso de la Vega \| Cusco \| Real Garcilaso \| 5-1 \| Virgen del Carmen \| \| 8º \| 12-10-2011 \| Alberto Díaz \| Izcuchaca \| Virgen del Carmen \| 2-2 \| Minsa FBC \| \| 8º \| 12-10-2011 \| Inca Garcilaso de la Vega \| Cusco \| Humberto Luna \| 0-3 \| Real Garcilaso \| \| 9º \| 16-10-2011 \| Alberto Díaz \| Izcuchaca \| Virgen del Carmen \| 3-0 \| Humberto Luna \| \| 9º \| 16-10-2011 \| IPD de Puerto Maldonado \| Puerto Maldonado \| Minsa FBC \| 0-3(*) \| Maldonado \| \| 10º \| 19-10-2011 \| Inca Garcilaso de la Vega \| Cusco \| Real Garcilaso \| 14-0 \| Maldonado \| \| 10º \| 16-10-2011 \| IPD de Puerto Maldonado \| Puerto Maldonado \| Minsa FBC \| 4-0 \| Humberto Luna \| |            |                           |                  |                   |        |                   |
| Jor. | Fecha      | Estadio                   | Ciudad           | Local             | Score  | Visitante         |
| 1º | 18-09-2011 | IPD de Puerto Maldonado   | Puerto Maldonado | Minsa FBC         | 2–0    | Real Garcilaso    |
| 1º | 18-09-2011 | Alberto Díaz              | Izcuchaca        | Virgen del Carmen | 5-0    | Maldonado         |
| 2º | 21-09-2011 | Alberto Díaz              | Izcuchaca        | Virgen del Carmen | 0–1    | Real Garcilaso    |
| 2º | 21-09-2011 | IPD de Puerto Maldonado   | Puerto Maldonado | Maldonado         | 0-0    | Humberto Luna     |
| 3º | 25-09-2011 | IPD de Puerto Maldonado   | Puerto Maldonado | Minsa FBC         | 1-0    | Virgen del Carmen |
| 3º | 25-09-2011 | Inca Garcilaso de la Vega | Cusco            | Real Garcilaso    | 2-0    | Humberto Luna     |
| 4º | 28-09-2011 | IPD de Puerto Maldonado   | Puerto Maldonado | Maldonado         | 1-2    | Minsa FBC         |
| 4º | 28-09-2011 | Tomás Ernesto Payne       | Calca            | Humberto Luna     | 0-2    | Virgen del Carmen |
| 5º | 02-10-2011 | IPD de Puerto Maldonado   | Puerto Maldonado | Maldonado         | 2-1    | Real Garcilaso    |
| 5º | 2-10-2011  | Tomás Ernesto Payne       | Calca            | Humberto Luna     | 2-3    | Minsa FBC         |
| 6º | 5-10-2011  | IPD de Puerto Maldonado   | Puerto Maldonado | Maldonado         | 0-1    | Virgen del Carmen |
| 6º | 5-10-2011  | Inca Garcilaso de la Vega | Cusco            | Real Garcilaso    | 4-0    | Minsa FBC         |
| 7º | 9-10-2011  | Tomás Ernesto Payne       | Calca            | Humberto Luna     | 6-1    | Maldonado         |
| 7º | 9-10-2011  | Inca Garcilaso de la Vega | Cusco            | Real Garcilaso    | 5-1    | Virgen del Carmen |
| 8º | 12-10-2011 | Alberto Díaz              | Izcuchaca        | Virgen del Carmen | 2-2    | Minsa FBC         |
| 8º | 12-10-2011 | Inca Garcilaso de la Vega | Cusco            | Humberto Luna     | 0-3    | Real Garcilaso    |
| 9º | 16-10-2011 | Alberto Díaz              | Izcuchaca        | Virgen del Carmen | 3-0    | Humberto Luna     |
| 9º | 16-10-2011 | IPD de Puerto Maldonado   | Puerto Maldonado | Minsa FBC         | 0-3(*) | Maldonado         |
| 10º | 19-10-2011 | Inca Garcilaso de la Vega | Cusco            | Real Garcilaso    | 14-0   | Maldonado         |
| 10º | 16-10-2011 | IPD de Puerto Maldonado   | Puerto Maldonado | Minsa FBC         | 4-0    | Humberto Luna     |

#### Grupo B
| Equipo                | PJ | PG | PE | PP | GF | GC | DG | Pts |
| --------------------- | -- | -- | -- | -- | -- | -- | -- | --- |
| Franciscano San Román | 6  | 3  | 1  | 2  | 6  | 5  | +1 | 10  |
| José María Arguedas   | 6  | 3  | 1  | 2  | 5  | 7  | -1 | 10  |
| Estudiantes Puno      | 6  | 2  | 3  | 1  | 8  | 6  | +2 | 9   |
| Cultural Santa Rosa   | 6  | 1  | 1  | 4  | 2  | 4  | -2 | 4   |

| \| Jor. \| Fecha \| Estadio \| Ciudad \| Local \| Score \| Visitante \| \| ---- \| ---------- \| ---------------------------- \| ----------- \| ----------------------- \| ----- \| ----------------------- \| \| 1º \| 18-09-2011 \| Guillermo Briceño Rosamedina \| Juliaca \| Franciscano San Román \| 1–0 \| Cultural Santa Rosa PNP \| \| 1º \| 18-09-2011 \| Los Chankas \| Andahuaylas \| José María Arguedas \| 1-1 \| Estudiantes Puno \| \| 2º \| 24-09-2011 \| Los Chankas \| Andahuaylas \| José María Arguedas \| 2-0 \| Franciscano San Román \| \| 2º \| 25-09-2011 \| Los Chankas \| Andahuaylas \| Cultural Santa Rosa PNP \| 2-0 \| Estudiantes Puno \| \| 3º \| 02-10-2011 \| Los Chankas \| Andahuaylas \| Cultural Santa Rosa PNP \| 0-1 \| José María Arguedas \| \| 3º \| 02-10-2011 \| Guillermo Briceño Rosamedina \| Juliaca \| Franciscano San Román \| 1-1 \| Estudiantes Puno \| \| 4º \| 5-10-2011 \| Los Chankas \| Andahuaylas \| Cultural Santa Rosa PNP \| 0-1 \| Franciscano San Román \| \| 4º \| 5-10-2011 \| Enrique Torres Belón \| Puno \| Estudiantes Puno \| 2-0 \| José María Arguedas \| \| 5º \| 9-10-2011 \| Guillermo Briceño Rosamedina \| Juliaca \| Franciscano San Román \| 3-0 \| José María Arguedas \| \| 5º \| 9-10-2011 \| Enrique Torres Belón \| Puno \| Estudiantes Puno \| 2-2 \| Cultural Santa Rosa PNP \| \| 6º \| 16-10-2011 \| Los Chankas \| Andahuaylas \| José María Arguedas \| 1-0 \| Cultural Santa Rosa PNP \| \| 6º \| 16-10-2011 \| Enrique Torres Belón \| Puno \| Estudiantes Puno \| 2-0 \| Franciscano San Román \| |            |                              |             |                         |       |                         |
| Jor. | Fecha      | Estadio                      | Ciudad      | Local                   | Score | Visitante               |
| 1º | 18-09-2011 | Guillermo Briceño Rosamedina | Juliaca     | Franciscano San Román   | 1–0   | Cultural Santa Rosa PNP |
| 1º | 18-09-2011 | Los Chankas                  | Andahuaylas | José María Arguedas     | 1-1   | Estudiantes Puno        |
| 2º | 24-09-2011 | Los Chankas                  | Andahuaylas | José María Arguedas     | 2-0   | Franciscano San Román   |
| 2º | 25-09-2011 | Los Chankas                  | Andahuaylas | Cultural Santa Rosa PNP | 2-0   | Estudiantes Puno        |
| 3º | 02-10-2011 | Los Chankas                  | Andahuaylas | Cultural Santa Rosa PNP | 0-1   | José María Arguedas     |
| 3º | 02-10-2011 | Guillermo Briceño Rosamedina | Juliaca     | Franciscano San Román   | 1-1   | Estudiantes Puno        |
| 4º | 5-10-2011  | Los Chankas                  | Andahuaylas | Cultural Santa Rosa PNP | 0-1   | Franciscano San Román   |
| 4º | 5-10-2011  | Enrique Torres Belón         | Puno        | Estudiantes Puno        | 2-0   | José María Arguedas     |
| 5º | 9-10-2011  | Guillermo Briceño Rosamedina | Juliaca     | Franciscano San Román   | 3-0   | José María Arguedas     |
| 5º | 9-10-2011  | Enrique Torres Belón         | Puno        | Estudiantes Puno        | 2-2   | Cultural Santa Rosa PNP |
| 6º | 16-10-2011 | Los Chankas                  | Andahuaylas | José María Arguedas     | 1-0   | Cultural Santa Rosa PNP |
| 6º | 16-10-2011 | Enrique Torres Belón         | Puno        | Estudiantes Puno        | 2-0   | Franciscano San Román   |

Partido extra
|                       | Resultado |                     |
| --------------------- | --------- | ------------------- |
| Franciscano San Román | 1-0       | José María Arguedas |

- En esta región no se disputó una final. Por lo tanto, las ubicaciones de Real Garcilaso y Franciscano San Román fueron definidas mediante un sorteo, resultando como campeón el primero de ellos.

## Etapa Nacional
Se inició el 5 de noviembre con dos equipos clasificados de la etapa anterior por cada región.

### Cuadro
|  | Octavos de final          | Octavos de final          | Octavos de final         |                         |   | Cuartos de final          | Cuartos de final          | Cuartos de final          |  |  | Semifinales             | Semifinales             | Semifinales             |  |  | Final                | Final                | Final                |
|  | del 5 al 14 de noviembre  | del 5 al 14 de noviembre  | del 5 al 14 de noviembre |                         |   | del 20 al 28 de noviembre | del 20 al 28 de noviembre | del 20 al 28 de noviembre |  |  | del 3 al 8 de diciembre | del 3 al 8 de diciembre | del 3 al 8 de diciembre |  |  | 14 y 17 de diciembre | 14 y 17 de diciembre | 14 y 17 de diciembre |
|  |                           |                           |                          |                         |   |                           |                           |                           |  |  |                         |                         |                         |  |  |                      |                      |                      |
|  |                           |                           |                          |                         |   |                           |                           |                           |  |  |                         |                         |                         |  |  |                      |                      |                      |
|  |                           |                           |                          |                         |   |                           |                           |                           |  |  |                         |                         |                         |  |  |                      |                      |                      |
|  | Los Caimanes (v)          | 1                         | 0                        |                         |   |                           |                           |                           |  |  |                         |                         |                         |  |  |                      |                      |                      |
|  | Los Caimanes (v)          | 1                         | 0                        |                         |   |                           |                           |                           |  |  |                         |                         |                         |  |  |                      |                      |                      |
|  | Universitario (Trujillo)  | 1                         | 0                        |                         |   |                           |                           |                           |  |  |                         |                         |                         |  |  |                      |                      |                      |
|  | Universitario (Trujillo)  | 1                         | 0                        | UTC                     | 0 | 1 (2)                     |                           |                           |  |  |                         |                         |                         |  |  |                      |                      |                      |
|  |                           |                           |                          |                         | 0 | 1 (2)                     |                           |                           |  |  |                         |                         |                         |  |  |                      |                      |                      |
|  |                           | Los Caimanes (p)          | 1                        | 0 (3)                   |   |                           |                           |                           |  |  |                         |                         |                         |  |  |                      |                      |                      |
|  | UTC                       | Los Caimanes (p)          | 1                        | 0 (3)                   | 0 | 3                         |                           |                           |  |  |                         |                         |                         |  |  |                      |                      |                      |
|  | UTC                       |                           |                          |                         | 0 | 3                         |                           |                           |  |  |                         |                         |                         |  |  |                      |                      |                      |
|  | Atlético Grau             | 0                         | 0                        |                         |   |                           |                           |                           |  |  |                         |                         |                         |  |  |                      |                      |                      |
|  | Atlético Grau             | 0                         | 0                        | Los Caimanes            | 1 | 0                         |                           |                           |  |  |                         |                         |                         |  |  |                      |                      |                      |
|  |                           |                           |                          |                         | 1 | 0                         |                           |                           |  |  |                         |                         |                         |  |  |                      |                      |                      |
|  |                           | Pacífico FC               | 1                        | 1                       |   |                           |                           |                           |  |  |                         |                         |                         |  |  |                      |                      |                      |
|  | Pacífico FC               | Pacífico FC               | 1                        | 1                       | 0 | 4                         |                           |                           |  |  |                         |                         |                         |  |  |                      |                      |                      |
|  | Pacífico FC               |                           |                          |                         | 0 | 4                         |                           |                           |  |  |                         |                         |                         |  |  |                      |                      |                      |
|  | Los Tigres                | 0                         | 1                        |                         |   |                           |                           |                           |  |  |                         |                         |                         |  |  |                      |                      |                      |
|  | Los Tigres                | 0                         | 1                        | Pacífico FC             | 0 | 2                         |                           |                           |  |  |                         |                         |                         |  |  |                      |                      |                      |
|  |                           |                           |                          |                         | 0 | 2                         |                           |                           |  |  |                         |                         |                         |  |  |                      |                      |                      |
|  |                           | Univ. Nacional de Ucayali | 0                        | 0                       |   |                           |                           |                           |  |  |                         |                         |                         |  |  |                      |                      |                      |
|  | Univ. Nacional de Ucayali | Univ. Nacional de Ucayali | 0                        | 0                       | 0 | 3                         |                           |                           |  |  |                         |                         |                         |  |  |                      |                      |                      |
|  | Univ. Nacional de Ucayali |                           |                          |                         | 0 | 3                         |                           |                           |  |  |                         |                         |                         |  |  |                      |                      |                      |
|  | Cultural Géminis          | 0                         | 1                        |                         |   |                           |                           |                           |  |  |                         |                         |                         |  |  |                      |                      |                      |
|  | Cultural Géminis          | 0                         | 1                        | Pacífico FC             | 1 | 1                         |                           |                           |  |  |                         |                         |                         |  |  |                      |                      |                      |
|  |                           |                           |                          |                         | 1 | 1                         |                           |                           |  |  |                         |                         |                         |  |  |                      |                      |                      |
|  |                           | Real Garcilaso            | 3                        | 0                       |   |                           |                           |                           |  |  |                         |                         |                         |  |  |                      |                      |                      |
|  | Sport Victoria            | Real Garcilaso            | 3                        | 0                       | 0 | 1                         |                           |                           |  |  |                         |                         |                         |  |  |                      |                      |                      |
|  | Sport Victoria            |                           |                          |                         | 0 | 1                         |                           |                           |  |  |                         |                         |                         |  |  |                      |                      |                      |
|  | Alianza Universidad       | 3                         | 2                        |                         |   |                           |                           |                           |  |  |                         |                         |                         |  |  |                      |                      |                      |
|  | Alianza Universidad       | 3                         | 2                        | Alianza Universidad (p) | 0 | 1 (3)                     |                           |                           |  |  |                         |                         |                         |  |  |                      |                      |                      |
|  |                           |                           |                          |                         | 0 | 1 (3)                     |                           |                           |  |  |                         |                         |                         |  |  |                      |                      |                      |
|  |                           | ADT                       | 1                        | 0 (2)                   |   |                           |                           |                           |  |  |                         |                         |                         |  |  |                      |                      |                      |
|  | ADT(v)                    | ADT                       | 1                        | 0 (2)                   | 1 | 2                         |                           |                           |  |  |                         |                         |                         |  |  |                      |                      |                      |
|  | ADT(v)                    |                           |                          |                         | 1 | 2                         |                           |                           |  |  |                         |                         |                         |  |  |                      |                      |                      |
|  | Defensor Zarumilla        | 3                         | 0                        |                         |   |                           |                           |                           |  |  |                         |                         |                         |  |  |                      |                      |                      |
|  | Defensor Zarumilla        | 3                         | 0                        | Real Garcilaso          | 2 | 2                         |                           |                           |  |  |                         |                         |                         |  |  |                      |                      |                      |
|  |                           |                           |                          |                         | 2 | 2                         |                           |                           |  |  |                         |                         |                         |  |  |                      |                      |                      |
|  |                           | Alianza Universidad       | 3                        | 0                       |   |                           |                           |                           |  |  |                         |                         |                         |  |  |                      |                      |                      |
|  | Sportivo Huracán          | Alianza Universidad       | 3                        | 0                       | 0 | 1                         |                           |                           |  |  |                         |                         |                         |  |  |                      |                      |                      |
|  | Sportivo Huracán          |                           |                          |                         | 0 | 1                         |                           |                           |  |  |                         |                         |                         |  |  |                      |                      |                      |
|  | Franciscano San Román     | 0                         | 0                        |                         |   |                           |                           |                           |  |  |                         |                         |                         |  |  |                      |                      |                      |
|  | Franciscano San Román     | 0                         | 0                        | Sportivo Huracán        | 0 | 2                         |                           |                           |  |  |                         |                         |                         |  |  |                      |                      |                      |
|  |                           |                           |                          |                         | 0 | 2                         |                           |                           |  |  |                         |                         |                         |  |  |                      |                      |                      |
|  |                           | Real Garcilaso            | 3                        | 0                       |   |                           |                           |                           |  |  |                         |                         |                         |  |  |                      |                      |                      |
|  | Real Garcilaso            | Real Garcilaso            | 3                        | 0                       | 0 | 4                         |                           |                           |  |  |                         |                         |                         |  |  |                      |                      |                      |
|  | Real Garcilaso            |                           |                          |                         | 0 | 4                         |                           |                           |  |  |                         |                         |                         |  |  |                      |                      |                      |
|  | Unión Minas (Orcopampa)   | 0                         | 2                        |                         |   |                           |                           |                           |  |  |                         |                         |                         |  |  |                      |                      |                      |

- Nota: En cada llave, el equipo ubicado en la primera línea es el que ejerce la localía en el partido de vuelta.

### Octavos de final
| 6 de noviembre de 2011, 16:00 | Universitario (Trujillo) | 1:1 (0:1) | Los Caimanes    | Estadio Mansiche, Trujillo                               |                                                          |
|                               | Víctor Ruiz 49'          | Reporte   | César Flores 5' | Asistencia: 6.000 espectadores Árbitro(s): Julio Álvarez | Asistencia: 6.000 espectadores Árbitro(s): Julio Álvarez |

| 12 de noviembre de 2011, 15:30 | Los Caimanes | 0:0     | Universitario (Trujillo) | Estadio Elías Aguirre, Chiclayo                            |                                                            |
|                                |              | Reporte |                          | Asistencia: 5.500 espectadores Árbitro(s): Víctor Carrillo | Asistencia: 5.500 espectadores Árbitro(s): Víctor Carrillo |

| 6 de noviembre de 2011, 15:30 | Atlético Grau | 0:0     | Universidad Técnica de Cajamarca | Estadio Miguel Grau, Piura |                            |
|                               |               | Reporte |                                  | Árbitro(s): Yovani Quevedo | Árbitro(s): Yovani Quevedo |

| 13 de noviembre de 2011, 12:00 | Universidad Técnica de Cajamarca                         | 3:0 (1:0) | Atlético Grau | Estadio José Carlos Mariátegui , La Encañada |                                            |
|                                | Isaac Ponte 16' · Alexander Fajardo 82' · Omar Cuya 91+' | Reporte   |               | Árbitro(s): 13 de noviembre de 2011, 12:00   | Árbitro(s): 13 de noviembre de 2011, 12:00 |

| 6 de noviembre de 2011, 15:30 | Cultural Géminis | 0:0     | Universidad Nacional de Ucayali | Estadio Daniel Hernani, Lima |                          |
|                               |                  | Reporte |                                 | Árbitro(s): Héctor Rojas     | Árbitro(s): Héctor Rojas |

| 13 de noviembre de 2011, 15:30 | Universidad Nacional de Ucayali                        | 3:1 (2:1) | Cultural Géminis      | Aliardo Soria Pérez, Pucallpa |                              |
|                                | Gino Ríos 5' · Antony Oliveira 43' · Mario Rolando 70' | Reporte   | Alexander Castillo 7' | Árbitro(s): Miguel Santillán  | Árbitro(s): Miguel Santillán |

| 5 de noviembre de 2011, 16:00 | Los Tigres | 0:0     | Pacífico FC | Estadio Max Augustín, Iquitos |                        |
|                               |            | Reporte |             | Árbitro(s): Luis Garay        | Árbitro(s): Luis Garay |

| 13 de noviembre de 2011, 15:00 | Pacífico FC                                                            | 4:1 (2:0) | Los Tigres          | Estadio San Martín de Porres, Lima |                              |
|                                | Luis Rojas 31' · Israel Guzmán 41' · David Díaz 46' · José Honores 51' | Reporte   | Junior Zambrano 47' | Árbitro(s): Albert Caballero       | Árbitro(s): Albert Caballero |

| 5 de noviembre de 2011, 15:00 | Alianza Universidad                                         | 3:0 (1:0) | Sport Victoria | Estadio Heraclio Tapia, Huánuco |                           |
|                               | Willington Ávila 10' · Édgar Palma 85' · Alonso Curotto 87' | Reporte   |                | Árbitro(s): Jesús Vásquez       | Árbitro(s): Jesús Vásquez |

| 13 de noviembre de 2011, 15:30 | Sport Victoria    | 1:2 (1:1) | Alianza Universidad                 | Estadio José Picasso Peratta, Ica |                            |
|                                | Miguel Chávez 10' | Reporte   | Édgar Palma 38' · José Dionisio 82' | Árbitro(s): Alberto Lozano        | Árbitro(s): Alberto Lozano |

| 6 de noviembre de 2011, 15:30 | Defensor Zarumilla                              | 3:1 (1:0) | ADT                      | Estadio José Picasso Peratta, Ica |                              |
|                               | Gionvanny Ascencio 36' 63' · Mario Gonzales 73' | Reporte   | Luis Marcelo Sánchez 58' | Árbitro(s): Albert Caballero      | Árbitro(s): Albert Caballero |

| 13 de noviembre de 2011, 15:15 | ADT                                        | 2:0 (1:0) | Defensor Zarumilla | Estadio Unión Tarma, Tarma |                           |
|                                | Juan Cahuas 37' · Luis Marcelo Sánchez 87' | Reporte   |                    | Árbitro(s): Roberto Mauro  | Árbitro(s): Roberto Mauro |

| 6 de noviembre de 2011, 15:30 | Franciscano San Román | 0:0     | Sportivo Huracán | Estadio Guillermo Briceño, Juliaca |                           |
|                               |                       | Reporte |                  | Árbitro(s): Federico Sosa          | Árbitro(s): Federico Sosa |

| 12 de noviembre de 2011, 15:30 | Sportivo Huracán | 1:0 (0:0) | Franciscano San Román | Estadio Mariano Melgar, Arequipa |                            |
|                                | Edgar Romaní 82' | Reporte   |                       | Árbitro(s): Yovani Quevedo       | Árbitro(s): Yovani Quevedo |

| 6 de noviembre de 2011, 10:30 | Unión Minas (Orcopampa) | 0:0     | Real Garcilaso | Estadio Municipal, Orcopampa |                            |
|                               |                         | Reporte |                | Árbitro(s): Alberto Lozano   | Árbitro(s): Alberto Lozano |

| 12 de noviembre de 2011, 11:30 | Real Garcilaso                                                       | 4:2 (1:2) | Unión Minas (Orcopampa)              | Estadio Garcilaso, Cuzco     |                              |
|                                | Cristhian Vildoso 39' · Yoshiro Salazar 46' · Ricardo Uribe 51' 91+' | Reporte   | David Romero 3' · Antonio Cortéz 35' | Árbitro(s): Fernando Legario | Árbitro(s): Fernando Legario |

### Cuartos de final
| 19 de noviembre de 2011, 16:00 | Los Caimanes     | 1:0 (0:0) | Universidad Técnica de Cajamarca | Estadio Elías Aguirre, Chiclayo |  |
|                                | Gino Navarro 62' | Reporte   |                                  |                                 |  |

| 30 de noviembre de 2011, 15:00 | Universidad Técnica de Cajamarca | 1:0 (1:0) | Los Caimanes | Rosas Pampa, Huaraz         |                             |
|                                | Martín Coba 38'                  | Reporte   |              | Árbitro(s): Georges Buckley | Árbitro(s): Georges Buckley |

| Definición por penales |         |     |         |                  |
| Raúl Alemán            |         | 0:1 | Anotado | Luís Rodríguez   |
| Enrique Ísmodes        | Anotado | 1:2 | Anotado | Miguel Cánepa    |
| Frank Ayvar            |         | 1:2 |         | Gino Navarro     |
| Paolo Joya             | Anotado | 2:3 | Anotado | Alonso Fernández |
| Félix Otoya            |         | 2:3 |         |                  |

| 20 de noviembre de 2011, 16:00 | Universidad Nacional de Ucayali | 0:0     | Pacífico FC | Aliardo Soria Pérez, Pucallpa |  |
|                                |                                 | Reporte |             |                               |  |

| 27 de noviembre de 2011, 11:30 | Pacífico FC                      | 2:0 (1:0) | Universidad Nacional de Ucayali | Estadio Municipal de Matucana, Matucana |                           |
|                                | José Honores 7' · Luis Rojas 75' | Reporte   |                                 | Árbitro(s): Julio Álvarez               | Árbitro(s): Julio Álvarez |

| 20 de noviembre de 2011, 15:30 | ADT               | 1:0 (1:0) | Alianza Universidad | Estadio Unión Tarma, Tarma |                           |
|                                | Rubén Almanza 44' | Reporte   |                     | Árbitro(s): Julio Álvarez  | Árbitro(s): Julio Álvarez |

| 26 de noviembre de 2011, 13:30 | Alianza Universidad | 1:0 (1:0) | ADT | Estadio Heraclio Tapia, Huánuco |                        |
|                                | Omar Ramírez 17'    | Reporte   |     | Árbitro(s): Iván Chang          | Árbitro(s): Iván Chang |

| Definición por penales |         |     |         |                  |
| Samuel Castro          |         | 0:0 |         | Martín Gutiérrez |
| Édgar Palma            | Anotado | 1:1 | Anotado | Rubén Almanza    |
| Robert León            | Anotado | 2:2 | Anotado | Franklin Pardo   |
| Anderson Cabello       |         | 2:2 |         | Dennis Palma     |
| Rider Raymundo         | Anotado | 3:2 |         | Carlos Tinoco    |

| 19 de noviembre de 2011, 11:30 | Real Garcilaso                                | 3:0 (0:0) | Sportivo Huracán | Estadio Garcilaso, Cuzco |  |
|                                | Ricardo Uribe 57' 79' · Cristhian Vildoso 59' | Reporte   |                  |                          |  |

| 26 de noviembre de 2011, 15:30 | Sportivo Huracán                      | 2:0 (1:0) | Real Garcilaso | Estadio Mariano Melgar, Arequipa |                              |
|                                | Marco Martínez 34' · Diego Escuza 47' | Reporte   |                | Árbitro(s): Freddy Arellanos     | Árbitro(s): Freddy Arellanos |

### Semifinales
| 4 de diciembre de 2011, 10:00 | Pacífico FC    | 1:1 (0:0) | Los Caimanes         | Estadio Municipal de Matucana, Matucana |                              |
|                               | Luis Rojas 68' | Reporte   | Alonso Fernández 56' | Árbitro(s): Freddy Arellanos            | Árbitro(s): Freddy Arellanos |

| 7 de diciembre de 2011, 16:00 | Los Caimanes | 0:1 (0:0) | Pacífico FC        | Estadio Elías Aguirre, Chiclayo |                          |
|                               |              | Reporte   | Pedro Salguero 64' | Árbitro(s): Manuel Garay        | Árbitro(s): Manuel Garay |

| 4 de diciembre de 2011, 13:15 | Alianza Universidad                                           | 3:2 (2:1) | Real Garcilaso                                    | Estadio Heraclio Tapia, Huánuco |                           |
|                               | Alonso Curotto 44' · Yuri Valdivieso 48+' · Renato Chacón 88' | Reporte   | Giancarlo Chichizola 18' · Jhonny Quintanilla 75' | Árbitro(s): Robert Rafael       | Árbitro(s): Robert Rafael |

| 8 de diciembre de 2011, 11:30 | Real Garcilaso                               | 2:0 (0:0) | Alianza Universidad | Estadio Garcilaso, Cuzco       |                                |
|                               | Christian Vildoso 56' · Antonio Serrano 92+' | Reporte   |                     | Árbitro(s): Víctor Hugo Rivera | Árbitro(s): Víctor Hugo Rivera |

### Final
| 11 de diciembre de 2011 | Real Garcilaso                                    | 3:1 (1:0) | Pacífico FC    | Estadio Garcilaso, Cuzco   |                            |
|                         | Johnatan Asalde 5' (ag) · Antonio Serrano 79' 86' | Reporte   | Luis Rojas 71' | Árbitro(s): Henry Gambetta | Árbitro(s): Henry Gambetta |

| 18 de diciembre de 2011 | Pacífico FC     | 1:0 (0:0) | Real Garcilaso | Estadio San Martín de Porres, Lima |                          |
|                         | Wilmer Sáez 62' | Reporte   |                | Árbitro(s): Manuel Garay           | Árbitro(s): Manuel Garay |

#### Ida
| 13         | POR        | Roy Sucuitana        |     |
| 27         | DEF        | Víctor Zambrano      |     |
| 3          | DEF        | Jaime Huerta         |     |
| 5          | DEF        | Miguel Reyna         |     |
| 25         | DEF        | Yoshiro Salazar      |     |
| 17         | MED        | Ricardo Uribe        |     |
| 8          | MED        | Christian Vildoso    |     |
| 14         | MED        | Moisés Condori       | 75' |
| 23         | MED        | Khader Jasaui        | 75' |
| 24         | DEL        | Giancarlo Chichizola |     |
| 20         | DEL        | Jhonny Quintanilla   | 65' |
| Entrenador | Entrenador | Fredy García         |     |

| 21         | POR        | Ronald Ruiz      |     |
| 12         | DEF        | Nicolás Nieri    |     |
| 20         | DEF        | Jonathan Asalde  |     |
| 26         | DEF        | José Honores     |     |
| 28         | DEF        | Hugo Ángeles     |     |
| 23         | MED        | Cristian Toscano |     |
| 15         | MED        | Carlos Sáez      | 71' |
| 27         | MED        | Gino Valle       |     |
| 32         | MED        | Julio Montes     |     |
| 5          | DEL        | David Díaz       | 65' |
| 22         | DEL        | Luis Rojas       | 84' |
| Entrenador | Entrenador | Mario Flores     |     |

| 22 | MED | Claudio Colca   | 65' |
| 9  | DEL | Antonio Serrano | 75' |
| 30 | MED | Anderson Díaz   | 75' |

| 16 | MED | Shew Obregón      | 65' |
| 17 | DEF | Pedro Salguero    | 71' |
| 31 | DEF | Ronald Villanueva | 84' |

| Anotado | 5'  | Julio Montes    | 1-0 |
| Anotado | 79' | Antonio Serrano | 2-1 |
| Anotado | 86' | Antonio Serrano | 3-1 |

| Anotado | 71' | Luis Rojas | 1-1 |

| Amonestado | 26' | Yoshiro Salazar    |
| Amonestado | 59' | Johnny Quintanilla |

| Amonestado | 41' | Carlos Sáez  |
| Amonestado | 51' | Hugo Ángeles |
| Amonestado | 72' | Luis Rojas   |

| Árbitro             | Henry Gambetta  |
| Árbitros asistentes | Raúl López      |
| Árbitros asistentes | Wilber Díaz     |
| Cuarto árbitro      | Maxdeo Carrasco |

| 13         | POR        | Roy Sucuitana        |     |
| 27         | DEF        | Víctor Zambrano      |     |
| 3          | DEF        | Jaime Huerta         |     |
| 5          | DEF        | Miguel Reyna         |     |
| 25         | DEF        | Yoshiro Salazar      |     |
| 17         | MED        | Ricardo Uribe        |     |
| 8          | MED        | Christian Vildoso    |     |
| 14         | MED        | Moisés Condori       | 75' |
| 23         | MED        | Khader Jasaui        | 75' |
| 24         | DEL        | Giancarlo Chichizola |     |
| 20         | DEL        | Jhonny Quintanilla   | 65' |
| Entrenador | Entrenador | Fredy García         |     |

| 21         | POR        | Ronald Ruiz      |     |
| 12         | DEF        | Nicolás Nieri    |     |
| 20         | DEF        | Jonathan Asalde  |     |
| 26         | DEF        | José Honores     |     |
| 28         | DEF        | Hugo Ángeles     |     |
| 23         | MED        | Cristian Toscano |     |
| 15         | MED        | Carlos Sáez      | 71' |
| 27         | MED        | Gino Valle       |     |
| 32         | MED        | Julio Montes     |     |
| 5          | DEL        | David Díaz       | 65' |
| 22         | DEL        | Luis Rojas       | 84' |
| Entrenador | Entrenador | Mario Flores     |     |

| 22 | MED | Claudio Colca   | 65' |
| 9  | DEL | Antonio Serrano | 75' |
| 30 | MED | Anderson Díaz   | 75' |

| 16 | MED | Shew Obregón      | 65' |
| 17 | DEF | Pedro Salguero    | 71' |
| 31 | DEF | Ronald Villanueva | 84' |

| Anotado | 5'  | Julio Montes    | 1-0 |
| Anotado | 79' | Antonio Serrano | 2-1 |
| Anotado | 86' | Antonio Serrano | 3-1 |

| Anotado | 71' | Luis Rojas | 1-1 |

| Amonestado | 26' | Yoshiro Salazar    |
| Amonestado | 59' | Johnny Quintanilla |

| Amonestado | 41' | Carlos Sáez  |
| Amonestado | 51' | Hugo Ángeles |
| Amonestado | 72' | Luis Rojas   |

| Árbitro             | Henry Gambetta  |
| Árbitros asistentes | Raúl López      |
| Árbitros asistentes | Wilber Díaz     |
| Cuarto árbitro      | Maxdeo Carrasco |

#### Vuelta
| 21         | POR        | Ronald Ruiz     |     |
| 26         | DEF        | José Honores    |     |
| 20         | DEF        | Jonathan Asalde |     |
| 28         | DEF        | Hugo Ángeles    |     |
| 27         | DEF        | Gino Valle      | 83' |
| 16         | MED        | Shew Obregón    | 58' |
| 15         | MED        | Wilmer Sáez     |     |
| 8          | MED        | Ernesto Linares |     |
| 17         | MED        | Pedro Salguero  |     |
| 31         | DEL        | Israel Guzmán   | 54' |
| 22         | DEL        | Luis Rojas      |     |
| Entrenador | Entrenador | Mario Flores    |     |

| 13         | POR        | Roy Sucuitana        |     |
| 27         | DEF        | Víctor Zambrano      |     |
| 3          | DEF        | Jaime Huerta         |     |
| 5          | DEF        | Miguel Reyna         |     |
| 25         | DEF        | Yoshiro Salazar      |     |
| 8          | MED        | Christian Vildoso    |     |
| 14         | MED        | Moisés Condori       | 89' |
| 7          | MED        | Ricardo Uribe        |     |
| 16         | MED        | Juan Carlos Odar     |     |
| 24         | DEL        | Giancarlo Chichizola |     |
| 20         | DEL        | Johnny Quintanilla   | 73' |
| Entrenador | Entrenador | Fredy García         |     |

| 6  | DEF | Jesús Reyes       | 54' |
| 10 | MED | Jimmy Barranzuela | 58' |
| 24 | MED | Edwin Solano      | 75' |

| 9  | DEF | Antonio Serrano  | 73' |
| 28 | DEF | Wilder Galliquio | 89' |

| Anotado | 62' | Wilmer Sáez | 1-0 |

| Amonestado | 22' | Shew Obregón |

| Amonestado | 45' | Moisés Condori   |
| Amonestado | 88' | Juan Carlos Odar |

| Otorgado · Otorgado otra vez · Expulsado | 64'90' | Ernesto Linares |

| Árbitro             | Manuel Garay    |
| Árbitros asistentes | Jonny Bossio    |
| Árbitros asistentes | Jorge Yupanqui  |
| Cuarto árbitro      | Georges Buckley |

| 21         | POR        | Ronald Ruiz     |     |
| 26         | DEF        | José Honores    |     |
| 20         | DEF        | Jonathan Asalde |     |
| 28         | DEF        | Hugo Ángeles    |     |
| 27         | DEF        | Gino Valle      | 83' |
| 16         | MED        | Shew Obregón    | 58' |
| 15         | MED        | Wilmer Sáez     |     |
| 8          | MED        | Ernesto Linares |     |
| 17         | MED        | Pedro Salguero  |     |
| 31         | DEL        | Israel Guzmán   | 54' |
| 22         | DEL        | Luis Rojas      |     |
| Entrenador | Entrenador | Mario Flores    |     |

| 13         | POR        | Roy Sucuitana        |     |
| 27         | DEF        | Víctor Zambrano      |     |
| 3          | DEF        | Jaime Huerta         |     |
| 5          | DEF        | Miguel Reyna         |     |
| 25         | DEF        | Yoshiro Salazar      |     |
| 8          | MED        | Christian Vildoso    |     |
| 14         | MED        | Moisés Condori       | 89' |
| 7          | MED        | Ricardo Uribe        |     |
| 16         | MED        | Juan Carlos Odar     |     |
| 24         | DEL        | Giancarlo Chichizola |     |
| 20         | DEL        | Johnny Quintanilla   | 73' |
| Entrenador | Entrenador | Fredy García         |     |

| 6  | DEF | Jesús Reyes       | 54' |
| 10 | MED | Jimmy Barranzuela | 58' |
| 24 | MED | Edwin Solano      | 75' |

| 9  | DEF | Antonio Serrano  | 73' |
| 28 | DEF | Wilder Galliquio | 89' |

| Anotado | 62' | Wilmer Sáez | 1-0 |

| Amonestado | 22' | Shew Obregón |

| Amonestado | 45' | Moisés Condori   |
| Amonestado | 88' | Juan Carlos Odar |

| Otorgado · Otorgado otra vez · Expulsado | 64'90' | Ernesto Linares |

| Árbitro             | Manuel Garay    |
| Árbitros asistentes | Jonny Bossio    |
| Árbitros asistentes | Jorge Yupanqui  |
| Cuarto árbitro      | Georges Buckley |

|                           |
| Campeón                   |
| Real Garcilaso 1.º título |

| Campaña Real Garcilaso 2011 | Campaña Real Garcilaso 2011 | Campaña Real Garcilaso 2011 | Campaña Real Garcilaso 2011 | Campaña Real Garcilaso 2011 | Campaña Real Garcilaso 2011 | Campaña Real Garcilaso 2011 | Campaña Real Garcilaso 2011 | Campaña Real Garcilaso 2011 | Campaña Real Garcilaso 2011 | Campaña Real Garcilaso 2011 | Campaña Real Garcilaso 2011 | Campaña Real Garcilaso 2011 | Campaña Real Garcilaso 2011 | Campaña Real Garcilaso 2011 | Campaña Real Garcilaso 2011 | Campaña Real Garcilaso 2011 | Campaña Real Garcilaso 2011 | Campaña Real Garcilaso 2011 | Campaña Real Garcilaso 2011 | Campaña Real Garcilaso 2011 | Campaña Real Garcilaso 2011 | Campaña Real Garcilaso 2011 | Campaña Real Garcilaso 2011 | Campaña Real Garcilaso 2011 | Campaña Real Garcilaso 2011 | Campaña Real Garcilaso 2011 | Campaña Real Garcilaso 2011 | Campaña Real Garcilaso 2011 | Campaña Real Garcilaso 2011 | Campaña Real Garcilaso 2011 | Campaña Real Garcilaso 2011 | Campaña Real Garcilaso 2011 | Campaña Real Garcilaso 2011 | Campaña Real Garcilaso 2011 | Campaña Real Garcilaso 2011 | Campaña Real Garcilaso 2011 | Campaña Real Garcilaso 2011 | Campaña Real Garcilaso 2011 | Campaña Real Garcilaso 2011 | Campaña Real Garcilaso 2011 | Campaña Real Garcilaso 2011 | Campaña Real Garcilaso 2011 |
| --------------------------- | --------------------------- | --------------------------- | --------------------------- | --------------------------- | --------------------------- | --------------------------- | --------------------------- | --------------------------- | --------------------------- | --------------------------- | --------------------------- | --------------------------- | --------------------------- | --------------------------- | --------------------------- | --------------------------- | --------------------------- | --------------------------- | --------------------------- | --------------------------- | --------------------------- | --------------------------- | --------------------------- | --------------------------- | --------------------------- | --------------------------- | --------------------------- | --------------------------- | --------------------------- | --------------------------- | --------------------------- | --------------------------- | --------------------------- | --------------------------- | --------------------------- | --------------------------- | --------------------------- | --------------------------- | --------------------------- | --------------------------- | --------------------------- | --------------------------- |
|                             |                             |                             |                             |                             |                             |                             |                             |                             |                             |                             |                             |                             |                             |                             |                             |                             |                             |                             |                             |                             |                             |                             |                             |                             |                             |                             |                             |                             |                             |                             |                             |                             |                             |                             |                             |                             |                             |                             |                             |                             |                             |                             |
| Región VIII (*)             |                             |                             |                             |                             |                             |                             |                             |                             |                             |                             |                             |                             |                             |                             |                             |                             |                             |                             |                             |                             |                             |                             |                             |                             |                             |                             |                             |                             |                             |                             |                             |                             |                             |                             |                             |                             |                             |                             |                             |                             |                             |                             |

| 18-09-2011                                  | IPD                    | Puerto Maldonado | Minsa FBC            | 2-0  | Real Garcilaso      |
| 21-09-2011                                  | Alberto Díaz           | Izcuchaca        | Virgen del Carmen    | 0-1  | Real Garcilaso      |
| 25-09-2011                                  | Garcilaso              | Cusco            | Real Garcilaso       | 2-0  | Humberto Luna       |
| 02-10-2011                                  | IPD                    | Puerto Maldonado | Deportivo Maldonado  | 2-1  | Real Garcilaso      |
| 05-10-2011                                  | Garcilaso              | Cusco            | Real Garcilaso       | 4-0  | Minsa FBC           |
| 09-10-2011                                  | Garcilaso              | Cusco            | Real Garcilaso       | 5-1  | Virgen del Carmen   |
| 12-10-2011                                  | Garcilaso              | Cusco            | Humberto Luna(Calca) | 0-3  | Real Garcilaso      |
| 19-10-2011                                  | Garcilaso              | Cusco            | Real Garcilaso       | 14-0 | Deportivo Maldonado |
| Etapa Nacional: octavos de final            |                        |                  |                      |      |                     |
| 06-11-2011                                  | Municipal de Orcopampa | Orcopampa        | Unión Minas          | 0-0  | Real Garcilaso      |
| 12-11-2011                                  | Garcilaso              | Cusco            | Real Garcilaso       | 4-2  | Unión Minas         |
| Etapa Nacional: Cuartos de final            |                        |                  |                      |      |                     |
| 19-11-2011                                  | Garcilaso              | Cusco            | Real Garcilaso       | 3-0  | Sportivo Huracán    |
| 26-11-2011                                  | Mariano Melgar         | Arequipa         | Sportivo Huracán     | 2-0  | Real Garcilaso      |
| Etapa Nacional: Semifinal                   |                        |                  |                      |      |                     |
| 04-12-2011                                  | Heraclio Tapia         | Huánuco          | Alianza Universidad  | 3-2  | Real Garcilaso      |
| 08-12-2011                                  | Garcilaso              | Cusco            | Real Garcilaso       | 2-0  | Alianza Universidad |
| Etapa Nacional: Gran Finalísima             |                        |                  |                      |      |                     |
| 11-12-2011                                  | Garcilaso              | Cusco            | Real Garcilaso       | 3-1  | Pacífico FC         |
| 18-12-2011                                  | San Martín             | Lima             | Pacífico FC          | 1-0  | Real Garcilaso      |
| Real Garcilaso Campeón de la Copa Perú 2011 |                        |                  |                      |      |                     |

(*)Real Garcilaso jugó directamente desde la Regional debido a que el año anterior(2010) había sido eliminado en octavos de final por Sportivo Huracán.